# Монумент Слави (Кривий Ріг)

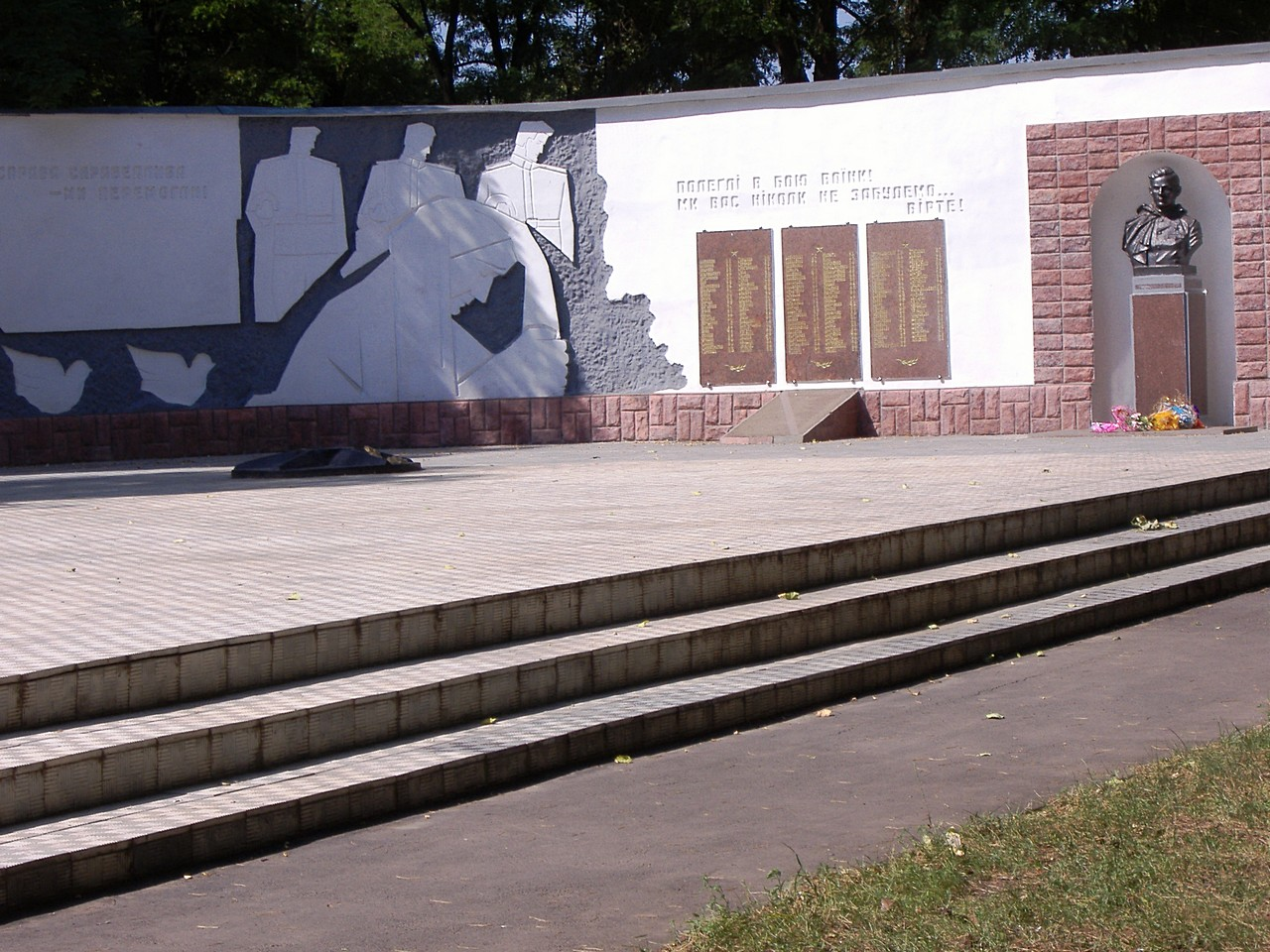
Монумент Слави та могила Героя Радянського Союзу Ф. Л. Каткова

Монумент Слави — монументально-архітектурний комплекс, споруджений на честь воїнів-визволителів рудника Інгулець. Могила Героя Радянського Союзу Федора Леонтійовича Каткова, який визволяв місто Кривий Ріг, (загинув у Одеській області 5 квітня 1944 року) та перепохований на території монументального комплексу в 1975 році.

## Передісторія
Пам'ятка пов'язана з подіями Другої світової війни. У березні 1944 р. частини 88-ї гвардійської стрілецької дивізії 8-ї гвардійської армії визволили селище Інгулець від німецько-фашистських окупантів. Монумент «Слава» споруджено на честь воїнів-визволителів рудника Інгулець. Поряд — могила Героя Радянського Союзу Федора Леонтійовича Каткова, який брав участь у боях за Інгулець, за що і був відзначений найвищою нагородою СРСР. Ф. Л. Катков загинув в Одеський області 5 квітня 1944 р., перепохований біля монумента «Слава» у 1975 р. Комплекс відкрито 9 травня 1970 р. Скульптор — інженер Анатолій Миколайович Кашпаров.

## Меморіальний комплекс
Монумент Слави на момент відкриття складався з 3-х елементів:

Бюст Героя Радянського Союзу Каткова Ф.Л

- Г-подібна стела з вапняку-черепашнику на бетонному постаменті (цокольна частина на висоті 45 см обкладена декоративною плиткою з бугристою фактурою, весь інший простір зайнятий декоративною композицією на військову тематику у техніці плаского рельєфу на «утопленому» сірому тлі);
- залізобетонна скульптура «Слава» у вигляді поясного зображення солдата, з притиснутими до грудей руками, що у правиці тримає вертикально піднятий автомат ППШ: висота скульптури 3,2 м, висота постаменту 6,4 м, (напис на постаменті: «1941—1945»);
- вічний вогонь у вигляді зірки, вписаної в металеве коло, з отвором по центру.

Перша реконструкція проведена у 1975 р. Стела була подовжена завдяки напівкруглій ніші глибиною 1 м, шириною 1,3 м, висотою 2,75 м. В середині встановлено бетонний бюст Ф. Л. Каткова висотою 1 м, чеканений мідним листом, вкритим черню, на двоступінчатому постаменті висотою 1,2 м, облицьованому плитами червоного граніту. Перед нішею — плита червоного граніту з інформацією про подвиг Героя Радянського Союзу Ф. Л. Каткова.
Друга реконструкція відбулась у 1995 р. На стелі перед нішею було встановлено три гранітні меморіальні дошки з прізвищами 138 загиблих (пошукові роботи проводив краєзнавець О. І. Прокопчук) і танк Т-34 на похилому скошеному п'єдесталі з інформаційною табличкою: «Мешканцям міста Інгулець на честь 50-річчя Перемоги у Великій Вітчизняній війні 1941—1945 рр.».
В 2014 р. пам'ятка була доповнена ще одною меморіальною дошкою з лабрадориту з прізвищами загиблих партизанів-підпільників — членів загону Сєднєва та Алеєю Слави Героїв Радянського Союзу — визволителів селища Інгулець та села Зелене.